# Diocesi di Limburgo
La diocesi di Limburgo (in latino Dioecesis Limburgensis) è una sede della Chiesa cattolica in Germania suffraganea dell'arcidiocesi di Colonia. Nel 2021 contava 632.280 battezzati su 2.512.968 abitanti. È retta dal vescovo Georg Bätzing.

## Territorio
La diocesi comprende parte di due stati federati della Germania, l'Assia e la Renania-Palatinato.
Sede vescovile è la città di Limburgo sulla Lahn, dove si trova la cattedrale di San Giorgio. Nel territorio sorgono anche due basiliche minori: la basilica di Santa Maria Assunta a Streithausen, e la basilica dei Santi Dionisio e Valentino a Kiedrich.
Il territorio si estende su 6.184 km² ed è suddiviso in 117 parrocchie, raggruppate in undici distretti: Francoforte sul Meno, Hochtaunus, Lahn-Dill-Eder, Limburgo sulla Lahn, Main-Taunus, Rheingau, Rhein-Lahn, Untertaunus, Westerwald, Wetzlar e Wiesbaden.

## Storia
La diocesi è stata eretta il 16 agosto 1821 con la bolla Provida solersque di papa Pio VII, ricavandone il territorio dalle sedi di Treviri, Magonza e Colonia. Originariamente era suffraganea dell'arcidiocesi di Friburgo in Brisgovia. Il territorio corrispondeva a quello del ducato di Nassau e della città libera di Francoforte sul Meno.
Dopo la pubblicazione della bolla sorsero notevoli difficoltà tra la Santa Sede e il governo di Nassau sulle procedure da seguire per la nomina dei vescovi; questo ritardò di sei anni la nomina del primo vescovo, Jakob Brand, avvenuta il 21 maggio 1827.
In seguito al concordato con la Prussia del 1929, il 13 agosto 1930 la bolla Pastoralis officii nostri di papa Pio XI ha stabilito il passaggio della diocesi alla provincia ecclesiastica dell'arcidiocesi di Colonia; inoltre, le porzioni della città di Francoforte sul Meno che appartenevano alla diocesi di Fulda sono state annesse a quella di Limburgo.
In virtù della bolla Ad dominici gregis custodiam dell'11 aprile 1827 e del concordato prussiano del 1929, il capitolo dei canonici della cattedrale gode del diritto di eleggere i propri vescovi, su una terna di nomi proposta dalla Santa Sede, che in seguito ricevono la nomina formale e canonica del papa.

## Cronotassi dei vescovi
Si omettono i periodi di sede vacante non superiori ai 2 anni o non storicamente accertati.
- Jakob Brand † (21 maggio 1827 - 26 ottobre 1833 deceduto)
- Johann Wilhelm Bausch † (30 settembre 1834 - 9 aprile 1840 deceduto)
  - Sede vacante (1840-1842)
- Peter Joseph Blum † (23 maggio 1842 - 30 dicembre 1884 deceduto)
- Johannes Christian Roos † (27 marzo 1885 - 27 luglio 1886 nominato arcivescovo di Friburgo in Brisgovia)
- Karl Klein † (15 ottobre 1886 - 6 febbraio 1898 deceduto)
- Dominikus (Martin Karl) Willi, O.Cist. † (22 luglio 1898 - 5 gennaio 1913 deceduto)
- Augustinus Kilian † (15 luglio 1913 - 30 ottobre 1930 deceduto)
- Antonius Hilfrich † (30 ottobre 1930 succeduto - 5 febbraio 1947 deceduto)
- Ferdinand Dirichs † (24 settembre 1947 - 27 dicembre 1948 deceduto)
- Wilhelm Kempf † (28 maggio 1949 - 10 agosto 1981 ritirato)
- Franz Kamphaus † (3 maggio 1982 - 2 febbraio 2007 ritirato)
- Franz-Peter Tebartz-van Elst (28 novembre 2007 - 26 marzo 2014 dimesso)
  - Sede vacante (2014-2016)[5]
- Georg Bätzing, dal 1º luglio 2016

## Statistiche
La diocesi nel 2021 su una popolazione di 2.512.968 persone contava 632.280 battezzati, corrispondenti al 25,2% del totale.
| anno | popolazione | popolazione | popolazione | presbiteri | presbiteri | presbiteri | presbiteri                | diaconi | religiosi | religiosi | parrocchie |
| anno | battezzati  | totale      | %           | numero     | secolari   | regolari   | battezzati per presbitero | diaconi | uomini    | donne     | parrocchie |
| ---- | ----------- | ----------- | ----------- | ---------- | ---------- | ---------- | ------------------------- | ------- | --------- | --------- | ---------- |
| 1950 | 606.900     | 1.527.250   | 39,7        | 724        | 520        | 204        | 838                       |         | 490       | 543       | 240        |
| 1970 | 912.174     | 2.416.245   | 37,8        | 809        | 483        | 326        | 1.127                     |         | 444       | 2.318     | 320        |
| 1980 | 962.000     | 2.535.000   | 37,9        | 772        | 474        | 298        | 1.246                     | 16      | 525       | 1.817     | 328        |
| 1990 | 783.806     | 2.498.000   | 31,4        | 630        | 407        | 223        | 1.244                     | 32      | 386       | 1.349     | 331        |
| 1999 | 725.625     | 2.300.000   | 31,5        | 560        | 341        | 219        | 1.295                     | 51      | 302       | 1.242     | 329        |
| 2000 | 718.418     | 2.300.000   | 31,2        | 543        | 359        | 184        | 1.323                     | 54      | 263       | 983       | 329        |
| 2001 | 713.027     | 2.300.000   | 31,0        | 514        | 329        | 185        | 1.387                     | 54      | 252       | 964       | 329        |
| 2002 | 705.424     | 2.300.000   | 30,7        | 519        | 325        | 194        | 1.359                     | 61      | 263       | 824       | 329        |
| 2003 | 699.009     | 2.382.127   | 29,3        | 501        | 314        | 187        | 1.395                     | 58      | 251       | 911       | 329        |
| 2004 | 693.230     | 2.322.543   | 29,8        | 503        | 309        | 194        | 1.378                     | 61      | 256       | 1.030     | 329        |
| 2013 | 648.619     | 2.369.000   | 27,4        | 442        | 261        | 181        | 1.467                     | 68      | 240       | 651       | 281        |
| 2016 | 635.326     | 2.480.000   | 25,6        | 431        | 252        | 179        | 1.474                     | 74      | 236       | 576       | 209        |
| 2019 | 624.975     | 2.484.000   | 25,2        | 416        | 233        | 183        | 1.502                     | 75      | 239       | 527       | 116        |
| 2021 | 632.280     | 2.512.968   | 25,2        | 396        | 222        | 174        | 1.596                     | 79      | 230       | 471       | 117        |

## Galleria d'immagini

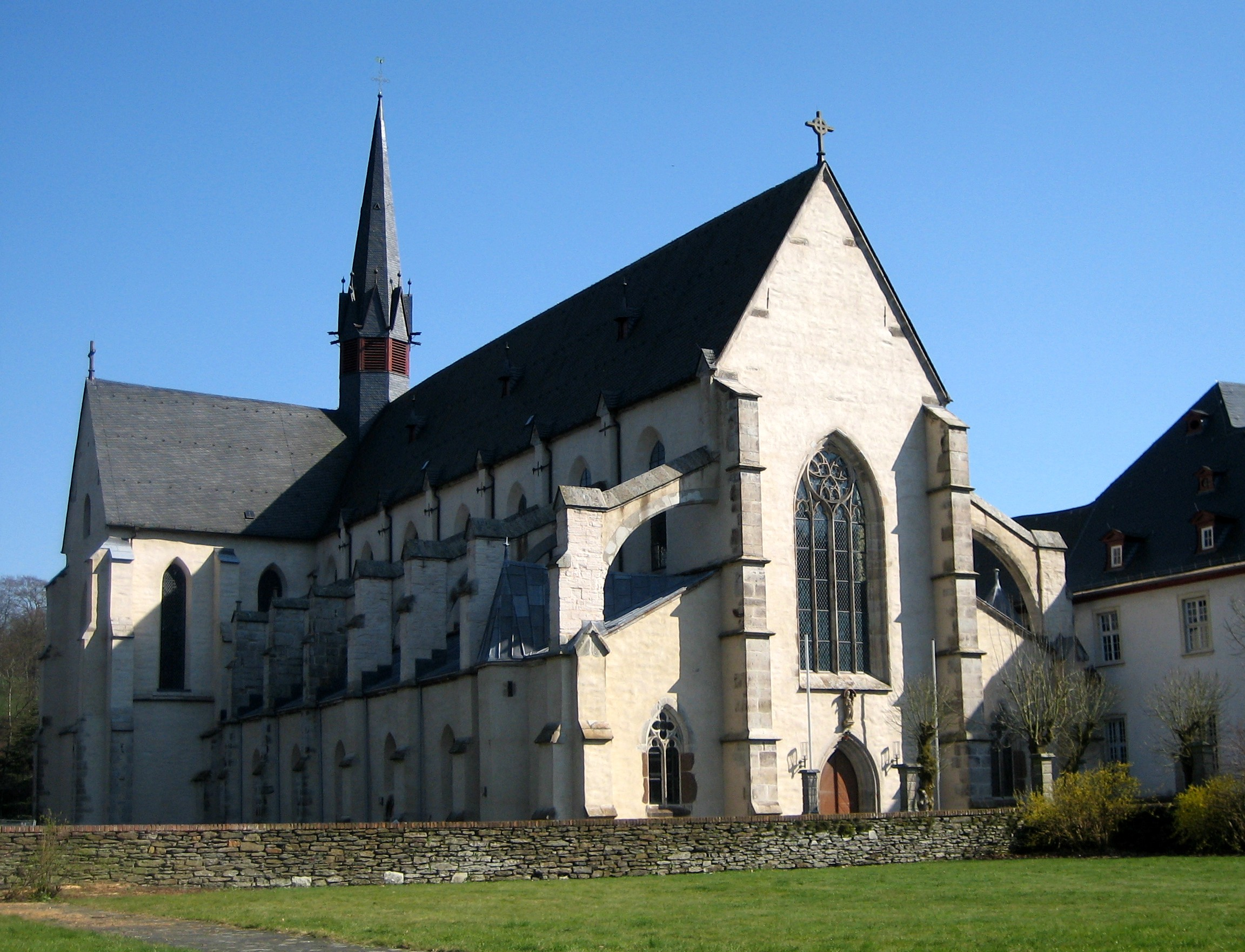
La basilica minore di Santa Maria Assunta a Streithausen
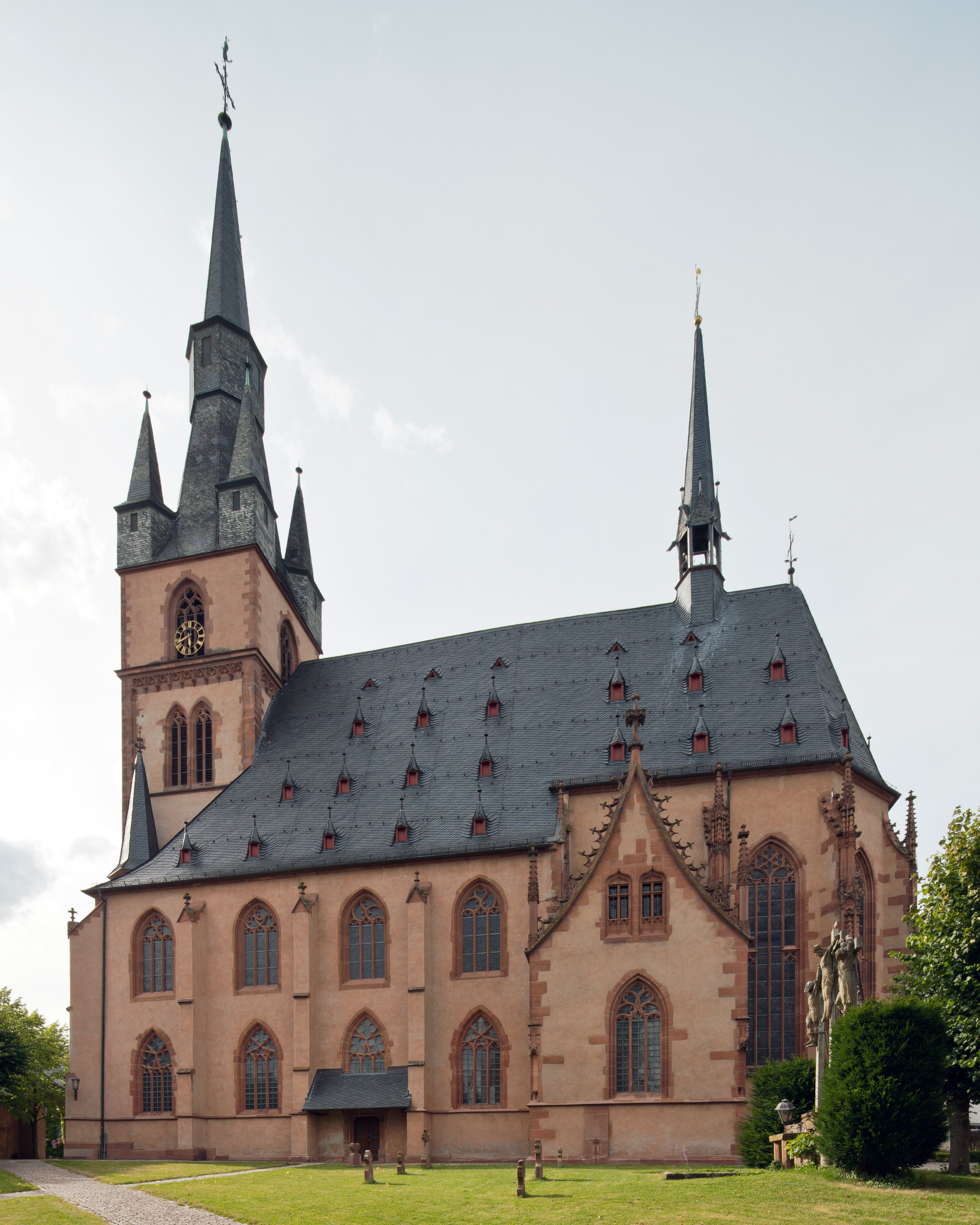
La basilica dei Santi Dionisio e Valentino a Kiedrich
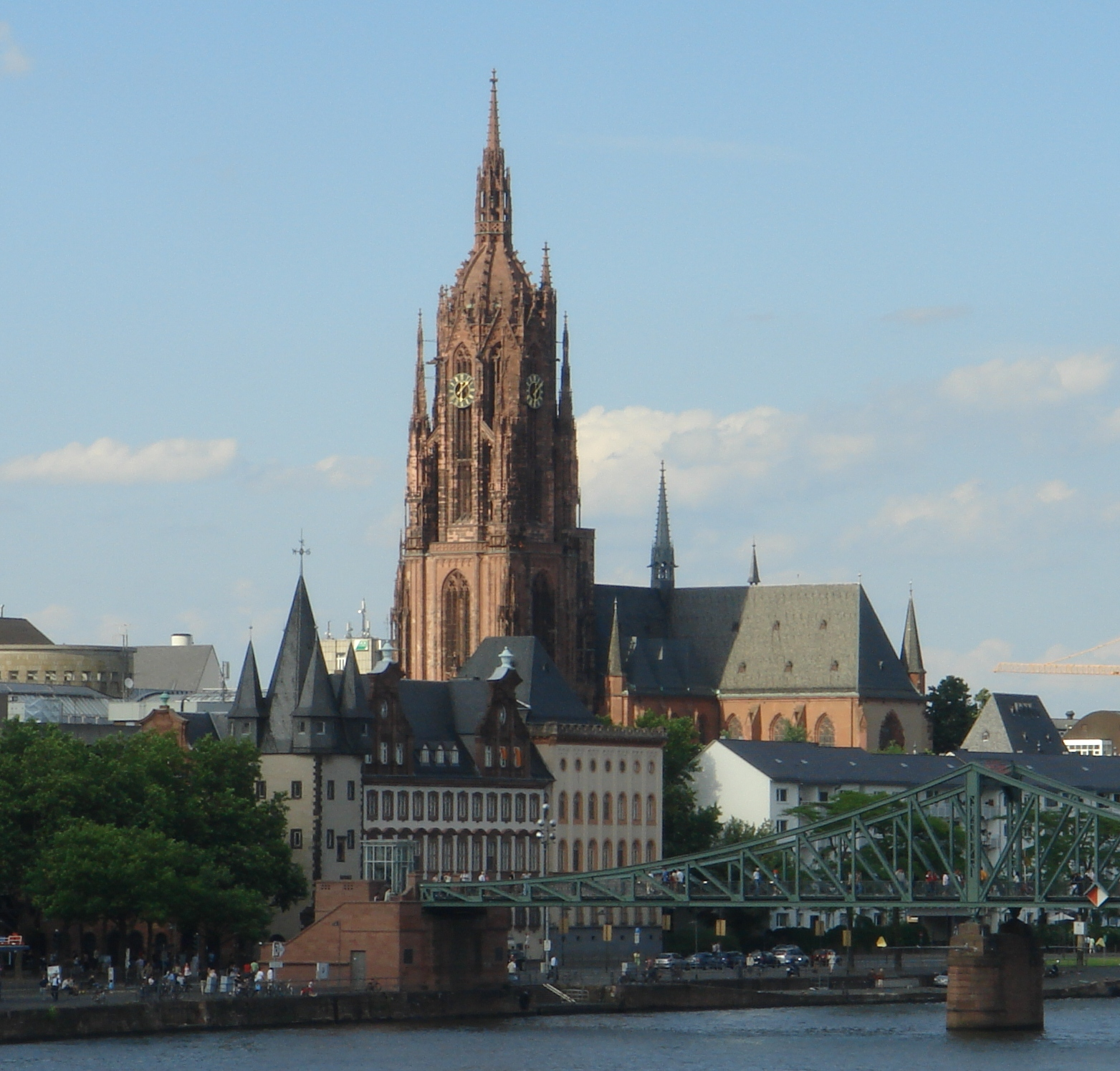
Il duomo di Francoforte sul Meno
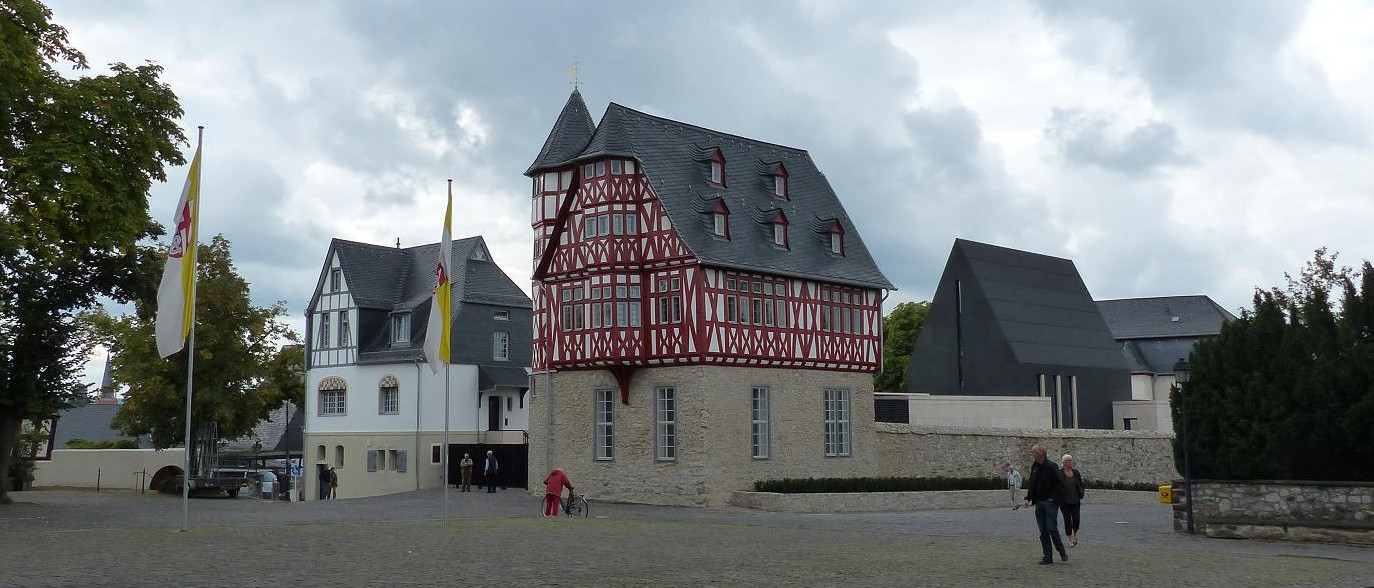
L'episcopio dei vescovi di Limburgo